# Die Glasmenagerie (1950)
Die Glasmenagerie ist ein US-amerikanisches Filmdrama aus dem Jahr 1950 und die Verfilmung des erfolgreichen gleichnamigen Theaterstücks (1944) von Tennessee Williams. Es handelt sich um die erste Verfilmung eines Werkes von Williams. Unter der Regie von Irving Rapper spielen Jane Wyman und Kirk Douglas die Hauptrollen. 

## Handlung
Der Film blättert seine Geschichte von hinten auf, erzählt von dem bei der Handelsmarine arbeitenden Tom Wingfield, der mit seiner verbitterten Mutter Amanda und der körperbehinderten Schwester Laura in St. Louis gemeinsam ein armseliges und heruntergekommenes Apartment bewohnt. Mutter Amanda wurde einst von ihrem Mann verlassen und versucht, sich und die Familie mit dem Verkauf von Zeitungsabonnements über Wasser zu halten. Das ewige Sorgenkind der Familie ist die zart besaitete Laura, ein durch und durch sanftmütiges und versponnenes Mädchen, das ebenso zerbrechlich erscheint wie ihre Glasmenagerie, die aus diversen gläsernen Tierfiguren besteht und der ihre ganze Zuwendung gilt. Amanda macht sich Sorgen, dass Laura eines Tages ganz allein dastehen könnte, wenn sie einmal nicht mehr ist. Sie bittet Tom, mal einen seiner Freunde mit nach Hause zu bringen, damit  Laura endlich jemand Neues kennenlernen kann. Schließlich willigt Tom ein und bringt Jim O’Connor, Typ „Ganzer Kerl“, zum Essen mit.
Jim ist das genaue Gegenteil von der fragilen Laura. Er steht mit beiden Beinen fest im Leben, ein handfester Kerl also, der aber sensibel genug ist, zu erkennen, dass er Laura sehr viel sanfter behandeln muss als die Frauen, mit denen er sonst zu tun hat. Amanda ist begeistert von diesem klar strukturierten Mann und gibt sich beim vorbereiteten Essen alle Mühe, damit dieser nicht gleich bei der ersten Begegnung mit Laura verschreckt wird. Diese erweist sich als sehr reserviert und will, eine Krankheit vortäuschend, an dem Dinner für vier zunächst gar nicht teilnehmen, da sie Jim noch aus gemeinsamen High-School-Zeiten kennt. Das aufgrund eines verkrüppelten Beines hinkende Mädchen galt schon damals als das Mauerblümchen der Schule, während Jim einer der beliebtesten Jungen war. Nach einer Phase des Miteinander-warm-Werdens arrangiert Amanda, dass Laura und Jim miteinander allein bleiben können. Jim weiß Laura geschickt aus ihrem selbst gewählten Schneckenhaus herauszulocken und ermuntert sie, ihre Zurückhaltung abzulegen, indem er sie zu ihrer großen Leidenschaft, dem Sammeln von Glasfiguren, befragt. Als Laura eines ihrer Lieblingsstücke, ein Einhorn, aus ihrer Glasmenagerie herausnimmt, kommt sie kurz ins Stolpern und das Einhorn fällt zu Boden. Dabei bricht das Horn ab.
Zunächst ist Laura entsetzt, weil das Einhorn nun nur noch wie ein normales Pferd aussieht und seine Einzigartigkeit verloren hat. Zugleich reift in ihr aber auch die Erkenntnis, dass dies eine Analogie zu ihrer eigenen Person bedeutet, denn ohne den Makel der Beinschiene und des hinkenden Schrittes wäre auch sie nur eine x-beliebige junge Frau. Jim unterstützt Laura in dieser Erkenntnis und fragt sie, ob sie ihn nicht zum Tanz in den Paradise Ballroom begleiten wolle. Amanda ist begeistert, denn sie glaubt, dass sie in Jim den perfekten Mann für ihr Sorgenkind gefunden hat. Doch dann erwähnt dieser beiläufig, dass er bereits eine Freundin hat, die Betty heißt. Laura ist darüber sehr viel weniger enttäuscht als ihre überbesorgte Mutter, die Tom, nachdem Jim wieder gegangen ist, beträchtliche Vorhaltungen macht bezüglich der Einladung eines bereits vergebenen jungen Mannes. Zum Abschied gibt Laura Jim das kaputte Einhorn als Geschenk mit und sagt, er könne ja gern einmal mit seiner Freundin Betty wiederkommen. Laura hat trotz des für sie eigentlich enttäuschenden Endes dieses Abends einige wichtige neue Erkenntnisse gewonnen und macht ihrem Bruder klar, dass sie ihm dankbar ist und ihn liebt.

## Produktionsnotizen
Die Glasmenagerie entstand in den Warner Bros. Studios in Burbank, Kalifornien, und feierte ihre Uraufführung am 28. September 1950. Die deutsche Premiere war drei Jahre darauf.
Die Filmbauten entwarf Robert M. Haas, die Ausstattung besorgte William Wallace. Milo Anderson gestaltete die Kostüme.
Der Film kostete rund 1,357 Millionen Dollar und spielte etwa 1,6 Millionen Dollar ein. Damit galt die Produktion als ein nur sehr moderater Kassenerfolg.
Regisseur Rapper war nicht begeistert von der Besetzung, die ihm Warner Bros. aufgezwungen hatte. Er hätte lieber gern mit weniger bekannten Hauptdarstellern gearbeitet. Vor allem die Verpflichtung von Gertrude Lawrence in der Rolle der Mutter begriff er als extreme Fehlbesetzung, aber die von ihm bevorzugte Tallulah Bankhead hatte große Alkoholprobleme, weshalb Firmenchef Jack Warner vor ihrer Verpflichtung zurückschreckte.
Im Rahmen der Lux Radio Theater-Reihe wiederholte Jane Wyman im März 1954 ihren Part für eine Hörfunkausgabe von Die Glasmenagerie.

## Kritiken
„[Der Film] kommt bei einigen seiner fragilsten Szenen einer schieren Clownerie gefährlich nah …“

„Eher bemerkenswert für seine Besetzung und die Absicht als für das Ergebnis. Behäbige Version von Tennessee Williams‘ Drama.“

„Die Verfilmung kann die Poesie und Atmosphäre des Dramas nicht erreichen, besticht aber durch solide Regie und gute Darstellung.“

„Mäßig mürrische Version von des Autors helleren und optimistischeren Stücken. Sprachgewandt und gut aussehende Produktion, erinnernswerte Auftritte.“